# Соціально-психологічний роман
Соціально-психологічний роман — це один із різновидів романного жанру, в якому в складних, часто в екстремальних життєвих ситуаціях розкриваються багатогранні характери героїв з усім розмаїттям їхнього психологічного функціонування в контексті соціального середовища. Для соціально-психологічних творів характерне розкриття несподіваних вчинків, прихованих причин поведінки персонажів через розкриття спадкових факторів, потаємних бажань, роздумів, мрій, снів. На відміну від соціально-побутових творів, у яких увага митця прикута до повсякденного життя, зримих, передусім соціальних, причин і наслідків поведінки персонажів, автор соціально-психологічного твору досліджує взаємини особи і соціуму, враховуючи психологічні чинники: інтелектуальні зусилля, емоції, інтуїцію, свідомі й несвідомі поривання людини.

## Історія жанру
Одним з перших творів цього жанру можна назвати роман «Червоне і чорне» Стендаля, що був надрукований 1830 року. Номінальним вважається епізод, де Матильда де Ла-Моль, думаючи про Жульєна Сореля, малює його профіль — це один з елементів психологізму роману. Проте до цього жанру можна також віднести деякі романи О. Бальзака з його «Людської комедії» — «Батько Горіо» і «Розкоші і злидні куртизанок». Згодом їх традиції продовжив і вдосконалив Г. Флобер у своєму романі «Пані Боварі» (1857).
В Англії представником соціально-психологічного роману став Теккерей — «Історія Пенденніса» (1850), «Ньюкоми» (1855) і Дікенс «Пригоди Олівера Твіста» (1837—1839), «Домбі й син» (1848) і ін.
У Росії О. Пушкін «Євгеній Онєгін» (1823—1831), М. Лермонтов «Герой нашого часу» (1840), І. Тургенєв «Рудін» (1856), «Батьки і діти» (1862), Л.Толстой «Анна Кареніна» (1876—1877), Ф. Достоєвський «Злочин і кара» (1866).
Великий внесок у розвиток жанру вніс польський письменник Болеслав Прус («Лялька» (1887—1890), «Емансиповані жінки» (1890—1893)).
У ХХ ст. до цього жанру зверталось чимало письменників: А. Кронін «Зірки дивляться вниз» (1935), Т. Драйзер «Трилогія бажання» (1914—1929), «Геній» (1916) і багато інших.

## Соціально-психологічний роман в Україні
Піонером цього жанру роману в Україні був, зокрема, Панас Мирний, автор творів «Хіба ревуть воли, як ясла повні?» (1875) і «Повія» (1884). Серед письменників ХХ ст. в цьому жанрі писали О. Гончар «Собор», Г. Тютюнник «Вир».